# История на Османската империя
Историята на Османската империя обхваща повече от шест века. Основана през 1299 г. от Осман I, за кратко време владяната от него територия се разраства неимоверно от Османски бейлик, разположен на границата с Византия и подчинен на Иконийския султанат, до могъща империя, разпростряла се в Югоизточна Европа, Близкия Изток и Северна Африка. С превземането на Константинопол през 1453 г. при Мехмед II се слага край на Византийската империя. Разцвета си Османската империя бележи при управлението на Сюлейман Великолепни през XVI век. След 1699 г. обаче империята започва да губи територии и през следващите два века е подложена на вътрешна стагнация, води изтощителни войни и изпитва вътрешни сътресения поради борбите за независимост на многонационалното си население. През XIX век са предприети опити за модернизация, но упадъкът продължава. В началото на XX век започва нейният разпад. В Първата световна война империята участва на страната на Централните сили, като след края на войната последните остатъци от империята са ликвидирани съгласно Севърския договор, ревизиран от Лозанския договор. Османската епоха стига до края си с премахването на султаната (1921), вземането на властта от Турското национално движение и обявяването на Република Турция на 29 октомври 1923 г. Последвалите реформи на Ататюрк модернизират турското общество и слагат край на много традиции, като следват конкретна програма, за да разрушат създаваната с векове сложна съществуваща система.